# Гійом Бюде
Гійом Бюде (*Guillaume Budé, 26 січня 1467 —†22 серпня 1540) — французький державний діяч, гуманіст, вчений, бібліофіл.

## Життєпис
Походив з відомої родини вчених та чиновників. Син Жана Бюде, королівського радника. Отримав освіту правника в Орлеанському університеті. У 1491 році увійшов до державної ради, був нотаріусом, потім секретарем короля Карла VIII. В цей час листувався з відомими вченими та гуманістами Європи — Еразмом Ротердамським, Томасом Мором, П'єтро Бембо, Етьєном Доле, Франсуа Рабле. Сприяв поширенню праці Томаса Мора «Утопія» у Франції.
У 1501 та 1505 роках виконував дипломатичні доручення короля Людовика XII в Італії. У 1515 році стає радником короля Франциска I. У 1522 році за дорученням короля створив бібліотеку у Фонтенбло. У 1530 році став фундатором «Колегіуму трьох мов», який згодом перейменовано у Колеж де Франс. У 1533 році відмовив короля від спроби заборонити друкарство.
Гійом Бюде називали «відновлювачем грецької філології у Франції». За його порадою Франциск I заснував Колегію трьох мов, що переросла потім на знаменитий Колеж де Франс.

## Твори
- «Аннотація до Пандектів», 1508 рік
- праця про грошові систему Стародавнього Риму «Про асс», 1514 рік
- траткта «Про настанови державця», 1519 рік
- «Коментар до грецької мови», 1529 рік
- «Стосовно філології», 1532 рік
- «Про вірне та своєчасне вивчення літератури», 1532 рік
- «Про перехід від елінства до християнства», 1535 рік

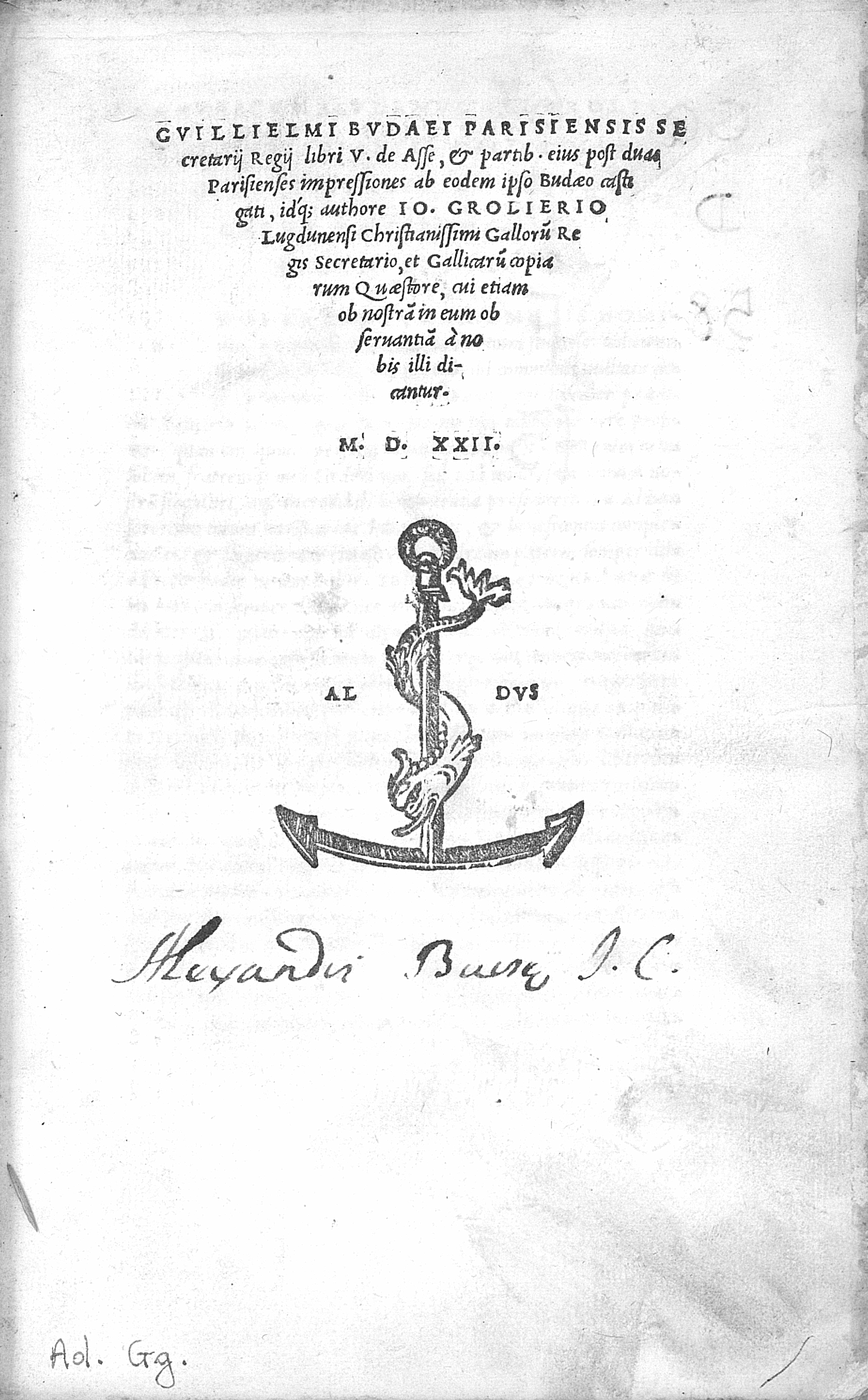
Libri V de Asse et partibus ejus, 1522